# 55a Divisió d'Infanteria (West Lancashire)
La 55a Divisió d'Infanteria (West Lancashire) va ser una divisió de l'Exèrcit Territorial britànica que serví al Front Occidental durant la I Guerra Mundial. Durant la II Guerra Mundial va restar al Regne Unit.

## Història

### I Guerra Mundial
Entre novembre de 1914 i abril de 1915 les brigades de la divisió van ser destinades com a reforços per a altres divisions a França. La 55a Divisió va ser reformada el gener de 1916.
La primera Creu Victòria atorgada a un membre de la divisió va ser prop d'Arràs el 17 d'abril de 1916 pel tinent de 2a E.F. Baxter en un atac del 1/8è Batalló (Irlandès), The King's (Liverpool Regiment). La divisió es traslladà al Somme el 25 de juliol per participar en aquella batalla. Posteriorment combatria a les batalles de Guillemont i Ginchy, seguit per un curt període de descans abans de tornar per participar en la batalla de Morval. Després, la divisió va traslladar-se a Ypres, on va estar-se un any.
El 1917 la divisió participà en les batalles d'Ypres i Cambrai. A Cambrai es van perdre molts homes fets presoners, aparentment a causa d'un col·lapse durant un atac alemany.

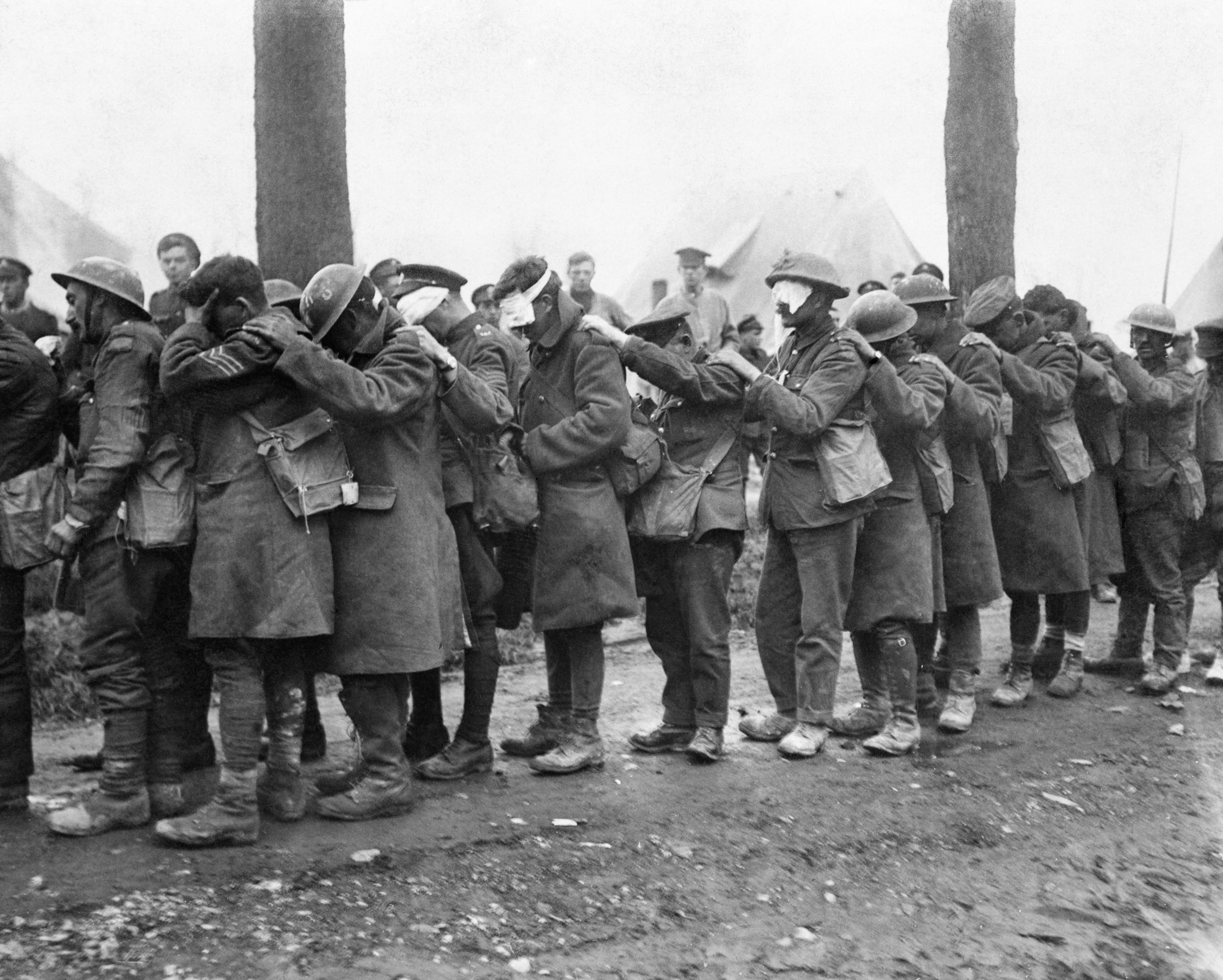
Tropes de la divisió cegats pel gas durant la batalla d'Estaires, 10 d'abril de 1918.

Després d'un període de descans la divisió participà en la batalla d'Estaires el 1918, on la divisió participà amb èxit a la "Primera defensa de Givenchy" a les ordres del major general Hugh Jeudwine. Seria l'acció singular més famosa en que participà la divisió. «Va ser posteriorment publicitada per un oficial de l'estat major general que la resistència feta per la divisió el 9 d'abril i els dies següents marcaren la ruïna final de l'esforç suprem alemany de 1918», diu la història de la divisió. Givenchy va ser eventualment triada com a situació per un memorial de la Divisió. En el moment de l'Armistici la divisió havia arribat a la zona de Tournai, després d'avançar 80 km en 18 dies.

### II Guerra Mundial
Durant la Segona Guerra Mundial la divisió va ser una formació a la 1a Línia de l'Exèrcit Territorial, però la majoria de les seves unitats no van veure servei actiu fora de les illes britàniques. Una unitat que serví a ultramar va ser la 510a Companyia de Parc de Camp dels Royal Engineers, que va servir al nord d'Àfrica.

## Orde de batalla
Des de gener de 1916, la divisió estava formada per les següents unitats:
- 164a Brigada (North Lancashire)
- 165a Brigada (Liverpool)
- 166a Brigada (South Lancashire)
- Sapadors
  - 1/4t de Voluntaris del Príncep de Gal·les (Regiment South Lancashire)
- Royal Engineers
  - 419a Companyia de Camp
  - 422a Companyia de Camp
  - 423a Companyia de Camp
- 55a Companyia divisionària de senyals

La 164a Brigada (North Lancashire) s'uní a la 51a Divisió (Highland) a l'abril de 1915, igual que la 154a Brigada, i tornà a la 55a divisió el gener de 1916.

## Batalles
- Batalla del Somme
  - Batalla de Guillemont
  - Batalla de Ginchy
  - Batalla de Morval
- Tercera batalla d'Ypres
- Batalla de Cambrai
- Batalla d'Estaires

## Comandants
- 1925 - 1926 Major-General Hugo De Pree
- 1930 - 1932 Major-General James Harrison
- 1932 - 1933 Major-General George Weir
- 1934 - 1935 Major-General James Cooke-Collis
- 1935 - 1938 Major-General Ernest Lewin
- 1938 - 1941 Major-General Vivian Majendie
- 1941 Major-General William Morgan
- 1941 - 1942 Major-General Frederick Morgan
- 1942 - 1943 Major-General Walter Clutterbuck